# Dayna Schra
Dayna Schra (Rouveen, 12 maart 1999) is een Nederlands voetbalster. Ze kwam uit voor PEC Zwolle, sc Heerenveen en het Spaanse Rayo Vallecano.

## Carrière
Schra begon met voetballen bij SC Rouveen. In het seizoen 2013/14 ging ze onderdeel uitmaken van het talententeam van FC Twente. In de zomer van 2015 maakte ze de overstap van FC Twente naar PEC Zwolle. Op 1 april 2016 maakte ze haar debuut bij de eerste selectie in de uitwedstrijd tegen Ajax door in de 84e minuut in te vallen voor Anouk Borgman. De wedstrijd eindigde in 3–0. In 2017 maakte ze de overstap naar competitiegenoot sc Heerenveen. Schra maakte in een thuiswedstrijd tegen Achilles '29 haar eerste doelpunt in de Vrouwen Eredivisie. Een week later kwam ze in een uitwedstrijd tegen haar oude club FC Twente opnieuw tot scoren. Haar derde doelpunt tegen VV Alkmaar werd verkozen tot mooiste doelpunt van december 2017. Na drie seizoenen voor de Friezinnen uit te zijn gekomen, stapte ze over naar het Spaanse Rayo Vallecano dat die seizoenen uitkwam in de Primera División Femenina. Hier tekende Schra een eenjarig contract. Na de degradatie besloot de Spaanse club het aflopende contract van Schra niet te verlengen. Na het Spaanse avontuur keerde ze in 2022 terug bij sc Heerenveen. In het seizoen 2022/23 kwam ze niet tot speelminuten voor de Friezinnen.

### Carrièrestatistieken
| Seizoen                          | Club            | Land            | Competitie                | Competitie | Competitie | Beker | Beker | Internationaal | Internationaal | Overig | Overig | Totaal | Totaal |
| Seizoen                          | Club            | Land            | Competitie                | Wed.       | Dlp.       | Wed.  | Dlp.  | Wed.           | Dlp.           | Wed.   | Dlp.   | Wed.   | Dlp.   |
| -------------------------------- | --------------- | --------------- | ------------------------- | ---------- | ---------- | ----- | ----- | -------------- | -------------- | ------ | ------ | ------ | ------ |
| 2015/16                          | PEC Zwolle      | Nederland       | Eredivisie                | 1          | 0          | 0     | 0     | –              | –              | –      | –      | 1      | 0      |
| 2016/17                          | PEC Zwolle      | Nederland       | Eredivisie                | 0          | 0          | 0     | 0     | –              | –              | –      | –      | 0      | 0      |
| 2017/18                          | sc Heerenveen   | Nederland       | Eredivisie                | 24         | 4          | 0     | 0     | –              | –              | –      | –      | 24     | 4      |
| 2018/19                          | sc Heerenveen   | Nederland       | Eredivisie                | 13         | 1          | 0     | 0     | –              | –              | –      | –      | 13     | 1      |
| 2019/20                          | sc Heerenveen   | Nederland       | Eredivisie                | 0          | 0          | 0     | 0     | –              | –              | –      | –      | 0      | 0      |
| 2020/21                          | Rayo Vallecano  | Spanje          | Primera División Femenina | 0          | 0          | 0     | 0     | –              | –              | –      | –      | 0      | 0      |
| 2021/22                          | Rayo Vallecano  | Spanje          | Primera División Femenina | 0          | 0          | 0     | 0     | –              | –              | –      | –      | 0      | 0      |
| 2022/23                          | sc Heerenveen   | Nederland       | Eredivisie                | 0          | 0          | 0     | 0     | –              | –              | –      | –      | 0      | 0      |
| Carrière totaal                  | Carrière totaal | Carrière totaal | Carrière totaal           | 38         | 5          | 0     | 0     | 0              | 0              | 0      | 0      | 38     | 5      |
| Bijgewerkt tot 15 september 2023 |                 |                 |                           |            |            |       |       |                |                |        |        |        |        |

## Interlandcarrière

### Nederland onder 19
Op 21 juli 2018 debuteerde Schra voor Nederland –19 in een EK-eindronde wedstrijd tegen Duitsland –19 (1 – 0). Schra kwam met Nederland -19 een doelpunt tekort om de halve finale van het eindtoernooi te halen.
| Interlands van Dayna Schra   | Interlands van Dayna Schra   | Interlands van Dayna Schra   | Interlands van Dayna Schra   | Interlands van Dayna Schra   | Interlands van Dayna Schra   |
| ?                            | Datum                        | Wedstrijd                    | Uitslag                      | Soort Wedstrijd              | Doelpunten                   |
| Als speler bij sc Heerenveen | Als speler bij sc Heerenveen | Als speler bij sc Heerenveen | Als speler bij sc Heerenveen | Als speler bij sc Heerenveen | Als speler bij sc Heerenveen |
| ---------------------------- | ---------------------------- | ---------------------------- | ---------------------------- | ---------------------------- | ---------------------------- |
| 1.                           | 21 juli 2018                 | Nederland – Duitsland        | 1 – 0                        | EK 2018 –19                  | 0                            |

### Nederland onder 15
Op 26 maart 2014 debuteerde Schra voor Nederland –15 in een oefenwedstrijd tegen België –15 (6 – 0). Voor een oefenwedstrijd tegen England –15 werd ze opnieuw geselecteerd.
| Interlands van Dayna Schra | Interlands van Dayna Schra | Interlands van Dayna Schra | Interlands van Dayna Schra | Interlands van Dayna Schra | Interlands van Dayna Schra |
| ?                          | Datum                      | Wedstrijd                  | Uitslag                    | Soort Wedstrijd            | Doelpunten                 |
| Als speler bij FC Twente   | Als speler bij FC Twente   | Als speler bij FC Twente   | Als speler bij FC Twente   | Als speler bij FC Twente   | Als speler bij FC Twente   |
| -------------------------- | -------------------------- | -------------------------- | -------------------------- | -------------------------- | -------------------------- |
| 1.                         | 26 maart 2014              | België – Nederland         | 0 – 6                      | Vriendschappelijk          | 0                          |
| 2.                         | 23 april 2014              | Nederland – Duitsland      | 1 – 6                      | Vriendschappelijk          | 0                          |
| 3.                         | 28 mei 2014                | Nederland – Engeland       | 0 – 3                      | Vriendschappelijk          | 0                          |
| 4.                         | 30 mei 2014                | Nederland – Engeland       | 0 – 3                      | Vriendschappelijk          | 0                          |